# Autorretrato con sombrero de piel y coraza
Autorretrato con sombrero de piel y coraza es una pintura de Carel Fabritius de 1654. La The National Gallery de Londres todavía lo llama con cautela Joven con gorro de piel, pero debido al obvio parecido con dos retratos similares de él que se han conservado, generalmente se considera, también por el museo, como un autorretrato. Fabritius lo pintó en 1654, poco antes de su muerte como resultado del desastre del polvorín de Delft.

## Descripción

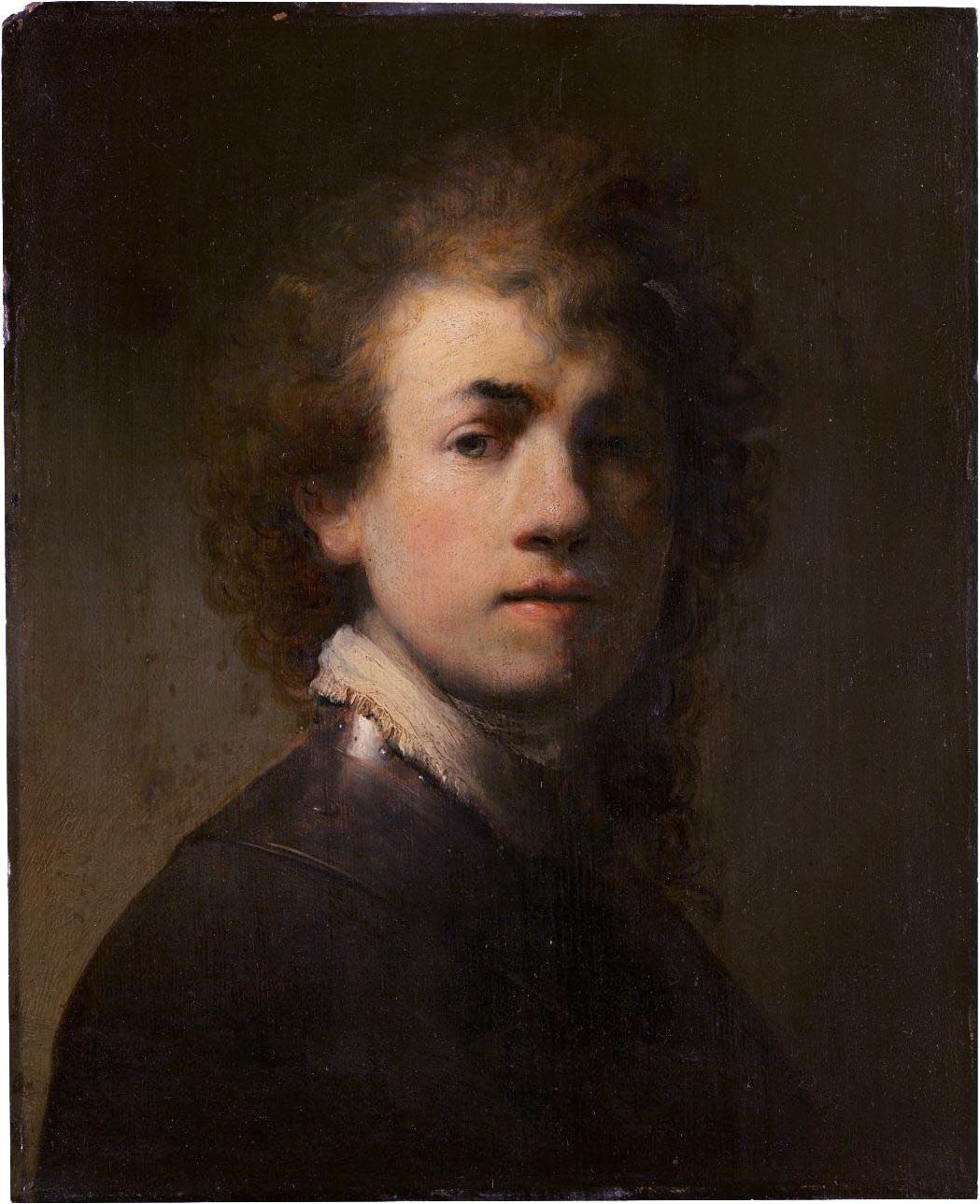
Rembrandt, Autorretrato con soporte para el cuello, c. 1629, óleo sobre tabla, Museo Nacional Germano, Nuremberg.

Que se trata de un autorretrato lo indican varias razones: los ojos se dirigen directamente al espectador, como si el sujeto se estuviera mirando en un espejo; la persona se ve exactamente como el hombre del retrato en Róterdam, solo unos años mayor; y Fabritius probablemente tomó ejemplo de su maestro Rembrandt, quien también se pintó varias veces con una pieza de armadura, como el Autorretrato con montura para el cuello. Este tipo de "soldado tronie" siguió siendo popular durante mucho tiempo entre los alumnos de Rembrandt, pero como de costumbre, Fabritius le dio un giro original a su ejemplo. No se para frente a un fondo neutro, sino que posa frente a un impresionante cielo nublado.

## Origen
Después de pasar por marchantes de arte en Bruselas y Brujas, la pintura fue comprada alrededor de 1824 por G. Rimington, Tynefield, Penrith, Cumbria. Por herencia pasó a manos de R. Rimington y, alrededor de 1910, TA Brewerton en Mánchester. En la subasta del 12 de diciembre de 1924 en Christie's en Londres, el autorretrato fue adquirido por la The National Gallery de Londres. La pintura fue limpiada y restaurada en 1975.